# NBN Co
A NBN Co é uma empresa estatal australiana encarregada de projetar, construir e operar a Rede Nacional de Banda Larga da Austrália.

## Objetivo
A NBN Co foi criada para implementar a iniciativa política do governo australiano em fornecer acesso à banda larga de alta velocidade para todos os lares e empresas no país através de uma rede nacional integrada usando fibra, wireless e transmissões via satélite.

## História
A NBN Co foi fundada no dia 9 de abril de 2009 sob o nome de número de empresa, "A.C.N. 136 533 741 Limited" Após a implantação, o governo australiano começou a se referir à empresa como "Companhia Nacional de rede de banda larga", que tornou-se de fato o nome da empresa. Foi nomeado oficialmente de "NBN Co Limited", em 6 de outubro de 2009. É agora negociada como "NBN Co".

## Satélites
| Satélite                 | Fabricante          | Data do lançamento     | Veículo de lançamento | Estado |
| ------------------------ | ------------------- | ---------------------- | --------------------- | ------ |
| Sky Muster 1 (NBN-Co 1A) | Space Systems/Loral | 30 de setembro de 2015 | Ariane 5 ECA          | Ativo  |
| Sky Muster 2 (NBN-Co 1B) | Space Systems/Loral | 5 de outubro de 2016   | Ariane 5 ECA          | Ativo  |